# 维索
维索（義大利語：Visso），是意大利马切拉塔省的一个市镇。总面积100平方公里，人口1250人，人口密度12.5人/平方公里（2009年）。ISTAT代码为043057。